# Anapanasati sutta
Anapanasati sutta è un discorso del Buddha sulla "consapevolezza del respiro".
In questo discorso si ritrova espressa la concezione buddista della consapevolezza che porta alla specifica comprensione di tipo buddista, la quale è bodhi ("illuminazione") e satori ("risveglio spirituale") anche sotto il profilo della comprensione fisica e non solamente intellettuale e razionale, in quanto anche il corpo ha la sua parte nel processo cognitivo buddista.
Questa particolare concezione della "comprensione buddista" tipica del Buddismo, si distingue dal concetto occidentale di comprensione per il fatto che essa non si consegue solamente attraverso le facoltà razionali, ma anche attraverso una comprensione raggiunta attraverso le facoltà corporee, utilizzando il respiro in funzione di "conscio atto respiratorio", il quale collega fra di loro corpo, mente e spirito e ne costituisce lo strumento fondamentale d'interazione.
In questo modo, secondo il Buddismo, si raggiunge la liberazione, cioè il bodhi, la cosiddetta "illuminazione spirituale buddista" sulla reale consistenza della vita e della condizione umana.

## Testo
Così ho udito.
(qui di seguito si riporta la parte principale del discorso)
La "presenza mentale del respiro", monaci, coltivata e regolarmente praticata, è di gran frutto e di gran beneficio.
La presenza mentale del respiro, coltivata e regolarmente praticata, porta a compimento i quattro fondamenti della presenza mentale; i quattro fondamenti della presenza mentale, coltivati e regolarmente praticati, portano a compimento i sette fattori del risveglio; i sette fattori del risveglio, coltivati e regolarmente praticati, portano a compimento la saggezza e la liberazione.
E in che modo coltivata e regolarmente praticata, la presenza mentale del respiro è di gran frutto e beneficio?
Quanto a questo, monaci, un monaco, recatosi nella foresta, ai piedi di un albero o in un luogo deserto, siede con le gambe incrociate, mantiene il corpo eretto e l'attenzione vigile.
Consapevole inspira, consapevole espira.
I quattro fondamenti della "presenza mentale" (satipatthana)
1. consapevolezza del corpo
2. consapevolezza delle sensazioni
3. consapevolezza della mente
4. consapevolezza degli oggetti mentali

I. Prima tetrade (Contemplazione del corpo) 
1. Inspirando un lungo respiro, egli sa, “Io inspiro un lungo respiro”; espirando un lungo respiro, egli sa, “Io espiro un lungo respiro”.
2. Inspirando un breve respiro, egli sa, “Io inspiro un breve respiro”; espirando un breve respiro, egli sa, “Io espiro un breve respiro”.
3. “Sperimentando l'intero corpo io inspirerò”, così egli si esercita; “Sperimentando l'intero corpo io espirerò”, così egli si esercita.
4. “Calmando le formazioni corporee io inspirerò”, così egli si esercita; “Calmando le formazioni corporee io espirerò”, così egli si esercita. 
II. Seconda tetrade (Contemplazione delle sensazioni) 
5. “Sperimentando l'estasi io inspirerò (espirerò)”, così egli si esercita.
6. “Sperimentando la felicità io inspirerò (espirerò)”, così egli si esercita. 
7. “Sperimentando le funzioni mentali io inspirerò (espirerò)”, così egli si esercita.
8. “Calmando le funzioni mentali io inspirerò (espirerò)”, così egli si esercita.
III. Terza tetrade (Contemplazione della mente) 
9. “Sperimentando la mente io inspirerò (espirerò)”, così egli si esercita. 
10. “Rallegrando la mente io inspirerò (espirerò)”, così egli si esercita.
11. “Concentrando la mente io inspirerò (espirerò)”, così egli si esercita. 
12. “Liberando la mente io inspirerò (espirerò)”, così egli si esercita.
IV. Quarta tetrade (Contemplazione degli oggetti mentali) 
13. “Contemplando l'impermanenza io inspirerò (espirerò)”, così egli si esercita. 
14. “Contemplando il distacco io inspirerò (espirerò)”, così egli si esercita.
15. “Contemplando la cessazione io inspirerò (espirerò)”, così egli si esercita. 
16. “Contemplando la rinuncia io inspirerò (espirerò)”, così egli si esercita.
In tal modo, monaci, coltivata e regolarmente praticata, la presenza mentale del respiro porta gran frutto e grande beneficio. 
Perfezionare "i quattro fondamenti della presenza mentale".
E coltivata in che modo, regolarmente praticata in che modo, la presenza mentale del respiro porta a perfezione i quattro fondamenti della presenza mentale?
I.  Ogni volta che un monaco, mentalmente presente, inspira ed espira un lungo respiro o un breve respiro; o quando si esercita a inspirare ed espirare mentre sperimenta le formazioni corporee; o ancora, mentre calma queste formazioni, in quel momento, monaci, egli dimora praticando la contemplazione del corpo sul corpo, ardente, chiaramente comprendendo e mentalmente presente, avendo vinto il desiderio e l'angoscia nei riguardi del mondo. Poiché appunto, monaci, inspirare ed espirare rientra fra i processi corporei.
II. Ogni volta che il monaco si esercita a inspirare ed espirare mentre sperimenta l'estasi, o mentre sperimenta la felicità, o mentre sperimenta le funzioni mentali, o mentre calma le funzioni mentali, in quel momento, monaci, egli dimora praticando la contemplazione della sensazione sulle sensazioni, ardente, chiaramente comprendendo e mentalmente presente, avendo vinto il desiderio e l'angoscia nei riguardi del mondo. Poiché appunto la piena attenzione all'inspirare e all'espirare rientra fra le sensazioni.
III. Ogni volta che un monaco si esercita a inspirare ed espirare mentre sperimenta la mente, o mentre rallegra la mente, o mentre concentra la mente, o mentre libera la mente, in quel momento egli dimora praticando la contemplazione della mente sulla mente, ardente, chiaramente comprendendo e mentalmente presente, avendo vinto il desiderio e l'angoscia nei riguardi del mondo. Poiché appunto, chi difetta di presenza mentale e di chiara comprensione, non può sviluppare la presenza mentale del respiro.
IV. Ogni volta che un monaco si esercita a inspirare ed espirare contemplando l'impermanenza, il distacco, la cessazione o la rinuncia, in quel momento egli dimora praticando la contemplazione degli oggetti mentali sugli oggetti mentali, ardente, chiaramente comprendendo e mentalmente presente, avendo vinto il desiderio e l'angoscia nei riguardi del mondo. Avendo saggiamente lasciato cadere desiderio e angoscia, osserva con perfetta equanimità.
La presenza mentale del respiro, monaci, coltivata e regolarmente praticata in questo modo, porta a perfezione i quattro fondamenti della presenza mentale.
"I sette fattori del risveglio" (bojjhanga, bodhi-anga)
1. perfetta consapevolezza (sati)
2. perfetta analisi ed investigazione del Dharma (dhamma-vicaya)
3. perfetto impegno o energia (viriya)
4. perfetta gioia (piti)
5. perfetta flessibilità o quiete (passaddhi)
6. perfetta stabilità meditativa (samadhi)
7. perfetta equanimità (upekkhā)

Perfezionare i "sette fattori del risveglio"
E in che modo i quattro fondamenti della presenza mentale, coltivati e regolarmente praticati, portano a perfezione i sette fattori del risveglio (bojjhanga, bodhi-anga)?
I.  Ogni volta che un monaco dimora nella contemplazione del corpo, delle sensazioni, della mente e degli oggetti mentali, ardente, chiaramente comprendendo e mentalmente presente, si stabilisce in lui una presenza mentale inoffuscata, in quel momento si instaura in lui il fattore del risveglio "consapevolezza" (sati); in quel momento il monaco sviluppa il fattore del risveglio "consapevolezza"; in quel momento raggiunge la perfezione nello sviluppo del fattore del risveglio "consapevolezza".
II.  Permanendo in un tale stato di presenza mentale, egli accortamente indaga, esplora ed esamina in dettaglio il rispettivo oggetto; così facendo, si instaura nel monaco il fattore del risveglio "investigazione della realtà"; in quel momento il monaco sviluppa il fattore del risveglio "investigazione della realtà"(dhamma-vicaya); in quel momento raggiunge la perfezione nello sviluppo del fattore del risveglio "investigazione della realtà".
III.  Mentre egli accoratamente indaga, esplora ed esamina in dettaglio quell'oggetto, si instaura un'instancabile energia. E quando si instaura un'instancabile energia, in quel momento il monaco sviluppa il fattore di illuminazione "impegno" o "energia" (viriya); in quel momento egli raggiunge la perfezione nello sviluppo del fattore di illuminazione "impegno" o "energia".
IV.  In chi è dotato di impegno e di energia si produce un'estasi spirituale. E quando in un monaco dotato di impegno e di energia si produce un'estasi spirituale, in quel momento si instaura in lui il fattore del risveglio "perfetta gioia" o "estasi" (piti); in quel momento il monaco sviluppa il fattore del risveglio ‘estasi’; in quel momento egli raggiunge la perfezione nello sviluppo del fattore del risveglio "perfetta gioia" o "estasi".
V.  Il corpo e la mente di chi è in perfetta gioia o rapito dall'estasi si acquietano. E quando il corpo e la mente di chi è in perfetta gioia o rapito dall'estasi si acquietano, in quel momento si instaura in lui il fattore del risveglio "perfetta flessibilità" o "quiete" (passaddhi); in quel momento il monaco sviluppa il fattore di illuminazione "perfetta flessibilità" o "quiete".
VI.  La mente di qualcuno che gode di perfetta flessibilità o quiete gioiosa diventa concentrata. E quando la mente di un monaco che gode di perfetta flessibilità o quiete gioiosa diventa concentrata, in quel momento si instaura in lui il fattore di illuminazione "concentrazione" o "perfetta stabilità meditativa" (samadhi); in quel momento il monaco sviluppa il fattore del risveglio "concentrazione" o "perfetta stabilità meditativa"; in quel momento egli raggiunge la perfezione nello sviluppo del fattore del risveglio "concentrazione" o "perfetta stabilità meditativa".
VII.  Alla mente così concentrata ed in perfetta stabilità meditativa egli guarda con perfetta equanimità. E mentre guarda alla sua mente con perfetta equanimità, in quel momento si instaura in lui il fattore del risveglio "equanimità" (upekkhā); in quel momento il monaco sviluppa il fattore del risveglio "equanimità", in quel momento egli raggiunge la perfezione nello sviluppo del fattore del risveglio "equanimità".
I quattro fondamenti della presenza mentale, coltivati e regolarmente praticati in questo modo, portano a perfezione i sette fattori di illuminazione.
Perfezionare "la saggezza e la liberazione"
E in che modo i sette fattori del risveglio, coltivati e regolarmente praticati, portano a perfezione la saggezza e la liberazione?
Quanto a questo, monaci, un monaco sviluppa i quattro fondamenti della presenza mentale, consapevolezza del corpo, consapevolezza delle sensazioni, consapevolezza della mente, consapevolezza dei fenomeni ed i sette fattori del Risveglio, la consapevolezza, l'investigazione della realtà, l'energia, l'estasi, la quiete, la concentrazione e l'equanimità, fondati sulla serenità, fondati sul distacco, fondati sulla cessazione, culminanti nella rinuncia.
I quattro fondamenti della presenza mentale ed i sette fattori del Risveglio, coltivati e regolarmente praticati in questo modo, portano a perfezione la saggezza e la liberazione.
Così parlò il Sublime.
Lieti in cuore, i monaci gioirono delle parole del Beato